# Roe v. Wade
Roe v. Wade (Roe versus Wade, czyli Roe przeciwko Wade) – sprawa rozpatrzona na początku lat 70. przez Sąd Najwyższy Stanów Zjednoczonych. W wyniku tej sprawy aborcja została uznana w USA za legalną przez cały okres ciąży, dając jednak stanom możliwość wprowadzenia regulacji ograniczających możliwość aborcji w drugim i trzecim trymestrze.
Sąd uznał, że każda kobieta ma prawo do wykonania aborcji i wynika to z praw do prywatności i wolności, gwarantowanych przez 14. poprawkę do konstytucji. Jednocześnie Sąd uznał, że stany mają prawo ograniczać prawo kobiet do aborcji w 2 i 3 trymestrze ciąży. W trzecim trymestrze stan może zakazać aborcji, ale musi dopuszczać aborcję w wyjątkowej sytuacji, gdy ciąża zagraża życiu lub zdrowiu matki. Oznaczało to konieczność zmiany przepisów w 46 z 50 stanów.
Decyzja SN spowodowała ożywienie debaty na temat aborcji oraz aktywizację zarówno zwolenników decyzji Sądu (ruch Pro-choice), jak i jej przeciwników (ruch Pro-life).
24 czerwca 2022 r. Sąd Najwyższy w sprawie Dobbs v. Jackson Women’s Health Organization uchylił wyrok w sprawie Roe v. Wade (5 głosów było za, przeciwko były 3 głosy, a 1 sędzia zgłosił zdanie odrębne). W rezultacie decyzje o dopuszczalności aborcji pozostawia samym stanom.

## Historia przypadku
W czerwcu 1969 r. 21-letnia Norma McCorvey stwierdziła, że jest w ciąży z trzecim dzieckiem (pierwsze wychowywała jej matka, drugie zdecydowała się oddać do adopcji). W Dallas w Teksasie znajomi poradzili jej, żeby w celu uzyskania prawa do legalnej aborcji skłamała, iż została zgwałcona (przy błędnym założeniu, że prawo w Teksasie dopuszcza aborcję w przypadku gwałtu i kazirodztwa). Jednak w Teksasie aborcja była dozwolona tylko w celu ratowania życia matki, więc nie uzyskała zgody, tym bardziej że gwałt nie był zgłoszony na policję ani przez nią udokumentowany. Próbowała wykonać nielegalną aborcję, ale stwierdziła, że miejsce nielegalnych zabiegów zostało zamknięte przez policję. W końcu została skierowana do prawników Lindy Coffee i Sarah Weddington. Przed zakończeniem procesu urodziła dziecko, które zostało oddane do adopcji.

## Przebieg procesu

### Sąd Okręgowy

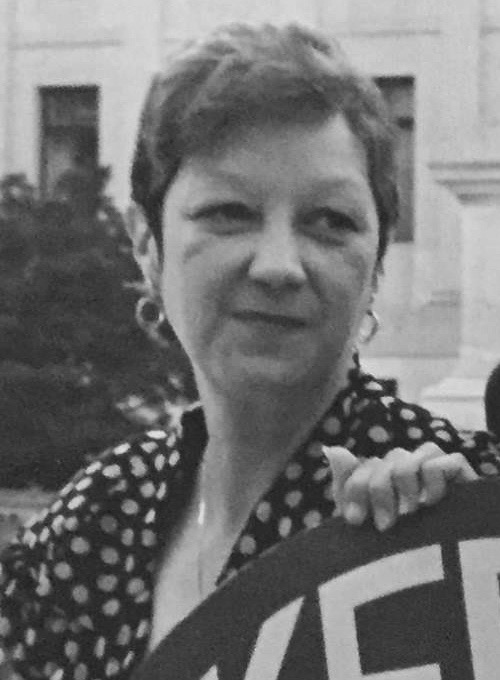
Norma McCorvey („Jane Roe”) w 1989 roku

W marcu 1970 w stanie Teksas ciężarna Norma McCorvey (występująca pod pseudonimem „Jane Roe”) zgłosiła pozew o stwierdzenie, że przepisy stanu dotyczące aborcji są niezgodne z konstytucją. Prawo stanu karało każdy zabieg przerywania ciąży oraz pomoc przy zabiegu, jeśli celem zabiegu nie było uratowanie życia matki. McCorvey pozwała prokuratora okręgowego z Dallas – Henry’ego Wade’a. Reprezentowały ją przed sądem adwokatki: Linda Coffee i Sarah Weddington. Do pozwu Roe dołączył lekarz James Hubert Hallford, który wykonywał w przeszłości zabiegi aborcji, miał postawione zarzuty z tego powodu i był zwolennikiem legalności tych zabiegów. Do pozwu dołączyło także małżeństwo Johna i Mary Doe. Mary Doe wskazywała, że ciąża może zagrażać dalszym pogorszeniem się jej stanu zdrowia.
Sąd okręgowy odrzucił pozew Roe, stwierdził przy tym, że Roe nie przystoi składanie pozwu ze względu na jej czyny a przedstawione uzasadnienie jest niejasne. Roe odwołała się do Sądu Najwyższego USA, podkreślając, że wbrew swojej woli została zmuszona przez stan Teksas do urodzenia dziecka.

### Sąd Najwyższy
22 stycznia 1973 Sąd Najwyższy wydał wyrok (7 głosów było za, przeciwko były 2 głosy), obalający antyaborcyjne prawa stanu Teksas (co dotyczy też wszystkich stanów). W uzasadnieniu wyroku podano m.in., że argumenty przeciwko legalności aborcji bazują w większości na prawie stanu do ochrony życia ludzkiego. SN uznał, że stan ma prawo chronić nawet „potencjalne” życie ludzkie (we wczesnych stadiach rozwoju). Jednak SN, opierając się na Czternastej poprawce do konstytucji USA, a także na precedensach w sprawach Lochner v. New York, Griswold v. Connecticut i Eisenstadt v. Baird podkreślił, że wymienione prawo stanu nie może naruszać konstytucyjnego prawa każdej kobiety do podejmowania decyzji o urodzeniu lub nieurodzeniu dziecka (które należy do sfery czysto prywatnej).
Ostateczna decyzja SN brzmiała: Naszym wnioskiem jest, że prawo do prywatności osobistej obejmuje także prawo do podjęcia decyzji o aborcji, lecz prawo to nie jest bezwarunkowe i musi być rozpatrywane z uwzględnieniem istotnego interesu stanu. SN sprecyzował te ograniczenia: całkowita wolność wykonania aborcji w pierwszych 3 miesiącach ciąży, możliwość regulowania (ale nie zakazania) tego prawa w następnych 3 miesiącach i dodatkowa możliwość zakazania aborcji w ostatnich 3 miesiącach ciąży.
Ustosunkowując się do argumentu, że płód ludzki posiada również konstytucyjne prawo do ochrony życia SN orzekł, że czternasta poprawka do konstytucji USA z 1868 nie obejmuje nienarodzonych, ponieważ prawna kryminalizacja aborcji jest od niej późniejsza. Sędzia Harry Blackmun zauważył, że gdyby uznano, iż dziecko poczęte jest osobą, wtedy aborcja zostałaby zdelegalizowana.

### Wyniki głosowania w Sądzie Najwyższym

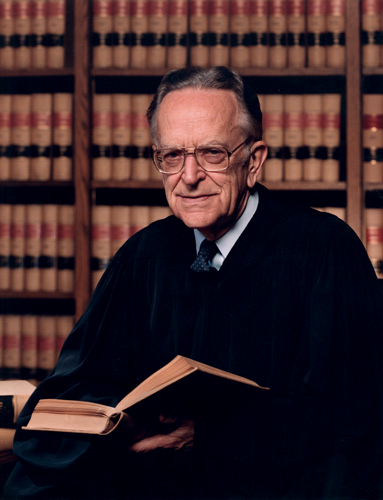
Harry Blackmun, autor uzasadnienia wyroku w sprawie

#### Większość
- Harry Blackmun (autor uzasadnienia większości)
- Warren Burger (Prezes SN)
- William O. Douglas
- William J. Brennan
- Potter Stewart
- Thurhood Marshall
- Lewis F. Powell

#### Mniejszość
- Byron White (autor uzasadnienia mniejszości)
- William H. Rehnquist

## Konsekwencje wyroku
Jedną z konsekwencji wyroku był wzrost liczby aborcji wykonywanych w USA. Według szacunków przed wyrokiem, w 1967 roku, wykonywano w USA około 800 tys. aborcji, głównie nielegalnych. Po wyroku liczba legalnych aborcji wzrosła do 1,6 mln w 1980. Inną konsekwencją jest wcześniejszy moment wykonania aborcji. Przed decyzją sądu 1/4 kobiet przeprowadzała aborcje po 13 tygodniu ciąży. Po decyzji tylko 1 kobieta na 10 przeprowadzała aborcję po 13 tygodniu, większość wykonywała zabieg przed 8 tygodniem. Legalność zabiegu sprawiła także, że spadła liczba zgonów kobiet na skutek powikłań po aborcji.

## Zmiana stanowiska Normy McCorvey
W związku z długim trwaniem procesu „Jane Roe” nie zdążyła skorzystać z prawa, które dzięki jej casusowi wywalczono, i urodziła dziecko. Wiele lat później wycofała swoje poparcie dla aborcji. Stwierdziła, że kłamała, iż jej ciąża była wynikiem gwałtu, i stała się działaczką antyaborcyjnych grup pro life.
Założyła organizację „Roe No More” (nigdy więcej Roe). Próbowała przed sądem lokalnym i Sądem Najwyższym cofnąć decyzje, które zapadły w 1973 roku. Ostatecznie w 2005 roku Sąd Najwyższy odrzucił jej prośbę o rewizję orzeczenia sprzed kilku dekad.
Niemniej jednak, w filmie dokumentalnym „AKA Jane Roe” nakręconym na krótko przed jej śmiercią w 2017 roku stwierdziła, że nigdy nie zmieniła swojego zdania na temat aborcji, a publiczne wyznanie o zmianie stanowiska wynikało z pobudek czysto materialnych. Według jej relacji, grupy antyaborcyjne pokroju Operation Rescue zapłaciły jej za zmianę stanowiska.

## Ograniczenia
Już w 1970 zakazano finansowania aborcji ze środków federalnych.
Poszczególne stany wprowadziły szereg przepisów ograniczających dostęp do aborcji, m.in. konieczność zgody rodziców w przypadku niepełnoletnich, zgodę współmałżonka, zakaz wykonywania aborcji w klinikach (tylko w szpitalach), zakaz aborcji w ostatnim trymestrze ciąży, obowiązkowe okresy „do namysłu” przed aborcją, nakaz zapoznania się z określoną literaturą antyaborcyjną itp. Obecnie istnieje zakaz aborcji w szpitalach wojskowych USA poza terytorium tego kraju, zakaz finansowania międzynarodowych organizacji, promujących kontrolę urodzeń. Z drugiej strony Sąd Najwyższy wielokrotnie unieważniał prawa stanowe, ograniczające dostęp do aborcji. W latach 90. odrzucone były nawet prawa stanowe zakazujące aborcji w ostatnich 3 miesiącach ciąży.

## Uchylenie
Do unieważnienia wyroku doszło 24 czerwca 2022, w wyniku trafienia do Sądu Najwyższego sprawy Dobbs v. Jackson Women’s Health Organization, dotyczącej prawa uchwalonego w stanie Missisipi w 2018 roku, zabraniającego usuwania ciąży po 15. tygodniu (wyjątkiem od zakazu stanowi zagrożenie dla zdrowia i niedorozwój dziecka).
W końcowej opinii większość sędziowska, w stosunku 5 do 3, stwierdziła, że zarówno decyzja w sprawie Roe vs. Wade, jak i wyrok dotyczący sprawy Planned Parenthood vs. Casey, potwierdzający wcześniejszą decyzję, były błędne i muszą zostać unieważnione.
Efektem uchylenia wyroku jest przywrócenie kwestii legalności aborcji na poziom parlamentów stanowych.

### Wyniki głosowania

#### Większość
- Samuel Alito (autor uzasadnienia większości)
- Clarence Thomas
- Neil Gorsuch
- Brett Kavanaugh
- Amy Coney Barrett[18]

#### Mniejszość
- Stephen Breyer
- Sonia Sotomayor
- Elena Kagan[18]

#### Pozostali
- John Roberts (prezes SN) (złożył zdanie odrębne)[18]